# 星取表
星取表（ほしとりひょう）とは、白と黒の記号で試合の勝敗を示した表である。

## 概要
勝ちを白丸（○）、負けを黒丸（●）で表し、それぞれ、白星（しろぼし）、黒星（くろぼし）と呼ぶ。
江戸時代までの日本では、丸印が星に見立てられていたことによる。
本来、大相撲において用いられるものであるが、転じて一般にリーグ戦の勝敗表を星取表と呼ぶこともある。

## 大相撲における星取表
大相撲では、取組の勝敗を星取で表す。日本相撲協会は本場所終了後星取表を作成・発行している。星取表は幕内・十両力士の勝敗と対戦相手を一覧にしたものであり、これを基準に翌場所の番付が編成される。幕下以下は幕下以下成績表という簡略化されたものが作成される。1956年（昭和31年）3月場所からは決まり手が掲載されるようになった。現存する最古の星取表は1761年（宝暦11年）10月の冬場所のものである。
以下に星取の例とその見方を示す。
例1）
○○●○○○●●●○●○○○●
○は勝ち、●は負けを意味する。この場合9勝6敗で勝ち越しである。
例2）
●○○○●●●○●○○●ややや
やは休場。よって6勝6敗3休となる。
かつては預り・無勝負も存在し、それぞれア・ムで表された。引分・痛み分けは星取表ではそれぞれ×・△で表され、現行制度でも一応規定が存在するが、実際には引分は関取では1974年、幕下以下でも1986年を最後に出ておらず、痛み分けも関取では1964年、幕下以下でも1999年を最後に出ていないため、新聞の星取表でも引分・痛み分けの記号は凡例からも通常省略されている。
以下の例は、江戸時代の実例からとったものである。
例3）
○○×●○ア○×
4勝1敗2分1預。
例4）
○●●ア●アやム
1勝3敗2預1無勝負1休。
なお幕下以下成績表では取組の無い日（幕下以下は1場所7日間の出場）についても、休場と同じ「や」を使っている。幕下以下で、「や」を休場のみに使い、取組の無い日には「－」を使うことで区別している例も見られる。
例5）幕下以下成績表の例
○やや●や●○や○や●や○やや
ここでは「や」は取組の無い日を表す。よって4勝3敗の勝ち越しとなる。これを「－」を使って表す場合には「○－－●－●○－○－●－○－－」となる。
例6）幕下以下成績表の例
や●やややややや●や○や●やや
ここでは、「や」は取組の無い日と休場の両方の意味で使われており、3日目から中日までの6日間、3番相当を休場している。これを「－」を使って表す場合には「－●やややややや●－○－●－－」となる。幕下以下の星取の場合、成績の休場数は日数ではなく何番相当を休場しているかによって記録されるため、この場合は1勝3敗3休となる。
この他に新聞やインターネットなど、日本相撲協会発行のもの以外の星取表では不戦勝を□、不戦敗を■（新聞社によってはそれぞれ△、▲）として通常の勝ち負けと分けている。また新聞では、それぞれの日の勝敗等の結果ではないが、力士の四股名に付す印として、勝ち越しの☆、負け越しの★（新聞社によってはそれぞれ◎、×）を用いている。
星取表における成績表示は次の通りである。
- 日本相撲協会発行の正式な星取表の場合
  - 皆勤し白星・黒星のみの場合
    - 関取は「勝越五」「負越三」のように表示。
    - 幕下以下（幕下以下成績表）は「○三」「●一」のように表示。この場合、○は勝ち越し、●は負け越しを意味する。
      - 八番相撲の場合は勝ち越し・負け越しの点数が偶数になり、八番相撲によって4勝4敗となった場合は「五分」と表示される。

  - 休場（・引分・痛み分け）が入った場合や、場所途中で引退した場合など
    - 関取は（「勝越～」「負越～」ではなく）「勝三　負五　休七」（途中休場の例）や「勝一　負六」（途中引退の例）のように表示。
    - 幕下以下（幕下以下成績表）では「－」は全休を表し、全休以外の場合は空欄となる。
    - 引退の場合は「引退」の文字が書かれるが、死亡の場合はそれを示す文字は表示されず、場所前の死亡の場合は完全に空欄となる。
- 新聞やインターネットのページなどでは、単純に「8勝7敗」や「5勝6敗4休」（関取）、「2勝5敗」「3勝2敗2休」（幕下以下）のように書かれる。